# Аница Петровић
Аница Петровић (Врање, 11. август 1995)  је српска глумица.

## Биографија
Рођена је у Врању. Основне студије глуме завршила је на Академији уметности у Новом Саду у класи професора Никите Миливојевића 2020. године, а мастер студије на истом факултету у класи професора Никите Миливојевића и Амалие Беннет 2021. године. 
Остварила је запажене улоге у позориштима у Новом Саду и Врању, као и у неколико домаћих ТВ серија. Добитница је награде „Предраг Томановић” коју додељује истоимена задужбина за најбољег дипломираног студента глуме на српском језику Академије уметности у Новом Саду.

## Образовање
У периоду од 2002. године до 2010. године похађала је Основну школу "Предраг Девеџић" у Врањској бањи. Након завршетка основне школе уписује средњу медицинску школу "Др. Емсли Изабел Хатон" у Врању и похађа је у периоду од 2010. године до 2014. године, смер зубни техничар - протетичар. Након завршене средње школе уписује Стоматолошки факултет у Београду и у периоду од 2014. године до 2018. године и похађа основне струковне студије, смер зубни техничар - протетичар. Уписала је основне студије Стоматолошког факултета и током завршетка 2.године факултета уписује и Академију уметности у Новом Саду и у периоду од 2016. године до 2020. године похађа основне академске студије, смер драмски департман - глума у класи професора Никите Миливојевића и асистента Јелене Ђулвезанби. Током студија на Академији уметности у Новом Саду завршавала је Стоматолошки факултет. Након завршетка основних академских студија уписује мастер студије на истом факултету, смер драмски департман - глума у класи професора Никите Миливојевића и Амелие Бенет и све то у периоду од 2020. године до 2021. године.

## Филмографија
| Филм/серија            | Улога            | Режија                         |
| ---------------------- | ---------------- | ------------------------------ |
| Подсетник              | Ирина            | Слободан Шуљагић               |
| Нек иде живот          | Тања             | Слободан Шуљагић               |
| Неки бољи људи         | Јасна            | Слободан Шуљагић               |
| Што се боре мисли моје | Марија Јовановић | Милорад Милинковић             |
| Дуг мору 3             | Весела           | Леон Лучев и Милица Филиповска |
| Дуг мору 2             | Весела           | Горчин Стојановић              |
| Deadline               | Љубица           | Ивица Давидовић                |

## Позоришне представе
Највећу популарност донеле су јој многе улоге у позоришним представама. Представе је изводила у позориштима у Врању, Суботици, Новом Саду и Београду. Вишеструко је награђивана за позоришне улоге, а публика је памти по улогама у представама "Нечиста крв" и "Мулеј".
| Представа               | Редитељ                           | Премијерно извођење |
| ----------------------- | --------------------------------- | ------------------- |
| Вештице из Салема       | Никита Миливојевић                | 2018. год           |
| Нечиста крв             | Југ Ђорђевић                      | 2019. год           |
| Три мускетара           | Даријан Михајловић                | 2021. год           |
| Коса                    | Петер Телихаји                    | 2021. год           |
| Деца паклене поморанџе  | Кокан Младеновић                  | 2022. год           |
| Магбет                  | Никита Миливојевић                | 2022. год           |
| Мулеј                   | Аница Петровић и Момчило Миљковић | 2022. год           |
| Богојављенска ноћ       | Иван Ања Алач                     | 2023. год           |
| Ибзанове Авети          | Иван Балетић                      | 2023. год           |
| Ништа нећемо заборавити | Југ Ђорђевић                      | 2023. год           |
| 4 зида                  | Стеван Бодржа                     | 2023. год           |
| Круна Јованова          | Никола Кљајић                     | 2024. год           |

## Награде
"Награда за најбољу младу глумицу Јоаким Вујић" - за улогу Софке у представи "Нечиста крв" (2020.)
"Награда за најбољег студента глуме" (2021.)
"Награда за најбољу представу у целини" -  за монодраму "Мулеј" на фестивалу студентског театра у Обреновцу (2022.)
"Награда за најбољу женску улогу" -  за монодраму "Мулеј" на фестивалу студентског театра у Обреновцу (2022.)
"Специјална награда за режију" -  за монодраму "Мулеј" на Интеф фестивалу у Шапцу (2023.)
"Награда за најбољу представу у целини" -  за монодраму "Мулеј" на фестивалу монодраме "САМИ" у Београду (2024.)
"Награда ѕа најбољу женску улогу" -  за монодраму "Мулеј" на фестивалу монодраме "САМИ" у Београду (2024.)
"Награда за најбољу глумицу фестивала Златни жир" -  за улогу Јулије у монодрами "Мулеј" у Сремској Митровици (2024.)
"Награда за најбољу представу фестивала Златни жир" -  за монодраму "Мулеј", Сремска Митровица (2024.)